# Serra d'Or
Serra d'Or (Montagne d'or en catalan) est une revue fondée sous sa forme actuelle en octobre 1959 par un groupe d'universitaires catalans, éditée par les Publications de l'Abbaye de Montserrat et traitant de thématiques variées liées à l'histoire et la culture catalanes.

## Histoire
Les origines de la revue remontent à 1946 et sont liées à la cérémonie d'intronisation de la Vierge de Montserrat célébrée l'année suivante. En dépit de la censure franquiste qui prétendait contrôler et limiter toutes les velléités particularistes de l’époque, cette intronisation entraîna la confluence entre intellectuels catalans et le personnel du monastère, qui soutenait deux publications distinctes : Germinàbit (conçue par les anciens élèves) et Serra d'Or (par le personnel). À la fin de 1959 les deux revues fusionnèrent en adoptant le nom de la seconde, ouvrant sa « deuxième époque ».
Elle devint rapidement la plus importante revue catalane de l'époque et une plateforme pour les intellectuels catalans de toutes tendances, son activisme culturel étant rendu possible en dépit de la censure franquiste par l'origine ecclésiastique de la publication. Elle atteignit rapidement le seuil important des 20 000 abonnés. L'« Appel aux jeunes écrivains » (Crida als escriptors joves), réalisé annuellement par la revue et adressé aux écrivains âgés de moins de 30 ans, permit la découverte de jeunes talents comme Montserrat Roig, Oriol Pi de Cabanyes, Carme Riera, Baltasar Porcel ou Terenci Moix. Tous ces derniers, ainsi que d'autres noms importants de la littérature catalane publièrent leurs premiers travaux dans Serra d'Or.
Au cours des années 1960, la revue instaure la remise des prix Crítica Serra d'Or, qui récompensent des publications relatives à différents champs littéraires (contes, poésie, traduction, littérature de jeunesse, critique et théâtre).
Parmi les membres, passés ou présents, de son Conseil figurent de nombreux noms prestigieux des lettres et de la culture catalanes comme Antoni Maria Badia i Margarit, Oriol Bohigas, Josep Maria Bricall i Masip, Max Cahner, Jordi Carbonell, Josep M. Castellet, Alexandre Cirici, Joan Colomines, Xavier Fàbregas, Joan Triadú, Joaquim Molas, Miquel Porter i Moix, Josep Termes, Francesc Vallverdú ou Jordi Ventura i Subirats.